# Aplatacris robertsi
Aplatacris robertsi är en insektsart som beskrevs av Rehn, J.A.G. 1944. Aplatacris robertsi ingår i släktet Aplatacris och familjen Romaleidae. Inga underarter finns listade i Catalogue of Life.